# Town Hall (Bowmore)

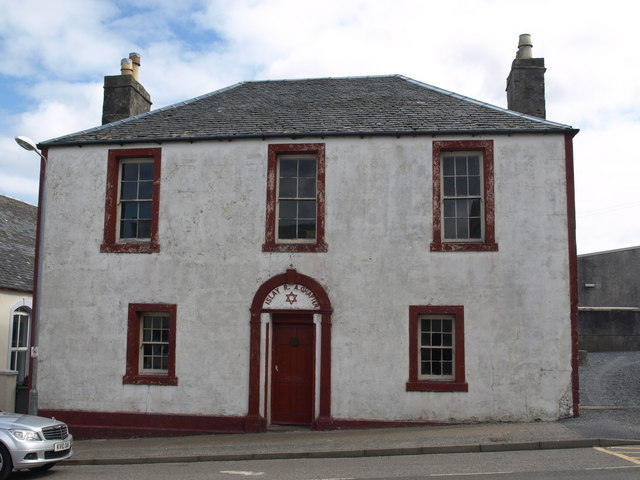
Town Hall von Bowmore

Bei der Town Hall in Bowmore, dem Hauptort der schottischen Hebrideninsel Islay, handelt es sich um das ehemalige Rathaus der Ortschaft. Es befindet sich in der Main Street, auf der die A846 durch Bowmore verläuft, unweit der Kilarrow Parish Church. Im Laufe der Jahre waren in dem Gebäude auch die Bücherei sowie eine Polizeistation untergebracht. Anschließend nutzen es die Freimaurer als Versammlungsort. Derzeit wird die Town Hall nicht mehr genutzt. 1971 wurde das Gebäude in die schottischen Denkmallisten in der Kategorie B aufgenommen. Bei einem Besuch im Jahre 2009 wurde der Zustand des Gebäudes als schlecht bewertet und auf die zunehmende Verschlechterung der Substanz infolge des Leerstands hingewiesen. Der Eintrag wurde zwischenzeitlich gelöscht, was regelmäßig auf eine erfolgreiche Restaurierung hindeutet.

## Beschreibung
Der exakte Bauzeitpunkt des Gebäudes ist nicht überliefert, sodass nur das spätere 18. Jahrhundert als Bauzeitraum angegeben werden kann. Es gehört somit zu den frühen Gebäuden der um 1770 gegründeten Planstadt und ist im Georgianischen Stil gebaut. Das zweistöckige, freistehende Gebäude wird über eine mittig in die Vorderfront eingelassene Tür betreten, die von zwei Pilastern, die einen Halbbogen tragen, umrahmt ist. Darum sind symmetrisch fünf Sprossenfenstern angeordnet. Das Gebäude schließt mit einem schiefergedeckten Walmdach ab.